# Agustiniidae
Agustiniidae es una familia de dinosaurios saurópodos, propuesta para el género Agustinia por el paleontólogo argentino José Fernando Bonaparte. Esta familia no ha entrado en la amplia aceptación ya que es difícil de clasificar porque expone rasgos de diplodócidos como de titanosaurianos que lo colocarían dentro de Neosauropoda.